# 中国人民解放軍後勤工程学院
中国人民解放軍後勤工程学院（ちゅうごくじんみんかいほうぐん-ごきんこうていがくいん、英名：Logistical Engineering University）は、中華人民共和国重慶市沙坪垻区にある1961年に設立された大学で、中国の重点軍事学校の一つである。通称は「後勤工程学院」。敷地面積は86万平方メートルで、蔵書は62万冊である。
25の学科があり、その下に42の研究室と65の教育研究室及び専門実験室を持つ。
入学した学生は、軍事訓練と並行して、工学の基礎課程と学位専門課程を学ぶ。

## 学部
- 軍事建築及び環境工学学部
- 軍事土木工学学部
- 兵站施設管理学学部
- 兵站自動化学部
- 燃料管理学学部
- 軍事燃料応用学部
- 軍事燃料配給学部

## 学科

### 主な学科
- 兵站建築学
- 兵站施設構造
- 地価施設
- 排水、暖気供給及び通風
- 電力システム自動化
- 燃料貯蓄及び運送自動化
- 指揮自動化
- 燃料貯蓄運送
- 燃料化学
- 倉庫貯蓄自動化
- 兵站管理
- 軍事倉庫貯蓄管理
- 兵站施設管理
- 燃料に関する機械自動化
- 燃料管理
- 燃料品質

### 修士学位授与権を持つ学科
- 電力システム自動化
- 計算機科学の応用
- 岩石工学
- 構造工学
- 市政工学
- 暖気供給及び通風
- 化学の応用
- 燃料貯蓄運送
- 物流工学
- 燃料管理
- 兵站管理
- 環境工学
- 計算技術と計算設備
- 軍隊管理学（兵站管理）

### 博士学位授与権を持つ学科
- 岩石工学
- 化学の応用
- 燃料貯蓄運送

### 博士後科研流動站（ポストドクター研究拠点）
- 化学工学及び化学技術